# Dromaeolus sordidus
Dromaeolus sordidus är en skalbaggsart som beskrevs av Sharp 1908. Dromaeolus sordidus ingår i släktet Dromaeolus och familjen halvknäppare. Inga underarter finns listade i Catalogue of Life.